# Альберта (гора)
Альберта (англ. Mount Alberta) — пятая по высоте вершина в Канадских Скалистых горах, третья по высоте вершина Альберты, расположена в верхней долине реки Атабаска в национальном парке Джаспер (Альберта, Канада).
Дж. Норман Колли назвал гору в 1898 году в честь принцессы Луизы (полное имя Луиза Каролин Альберта; 1848—1939). Это самый сложный для восхождения пик среди высочайших вершин (выше 11 тыс. футов, ок. 3300 м) Канадских Скалистых гор с точки зрения скалолазания. Альберта находится в 80 км к юго-востоку от города Джаспер за северной границей Колумбийского ледникового поля. Согласно Руководству альпиниста это «одна из самых красивых вершин в Скалистых горах, одиночная вершина, трудная со всех сторон».

## История
Первое восхождение на Альберту совершили в 1925 году члены Японского альпийского клуба С. Хашимото, Х. Хатано, Т. Хаякава, Ю. Маки, Ю. Мита, Н. Окабе. Группой руководили Ганс Фюрер, Х. Колер и Й. Вебер, а руководителем группы был Маки. Эта команда состояла из четырёх членов альпинистского клуба Университета Кэйо и двух членов альпийского клуба Университета Гакусюин. Они начали восхождение 21 июля 1925 года. После некоторых трудностей в течение 16 часов они достигли вершины и торжественно установили ледоруб. Ледоруб оставался символом их достижения. Вторая группа, совершившая восхождение, нашла этот ледоруб 23 года спустя и вернула его в Американский альпийский клуб в Нью-Йорке. Ручка ледоруба была сломана льдом и камнями. В 1969 году ручка была обнаружена японской стороной, и две части были соединены в Токио в 1997 году. Этот ледоруб сейчас выставлен в Йеллоухедском музее в Джаспере.
Второе восхождение было совершено в 1948 году американцами Фредом Айерсом и Джоном Оберлином. В 1958 году первое восхождение канадской команды было совершено Нилом Брауном, Хансом Гмозером, Лео Грилмайром, Хайнцем Калем и Саркой Спинковой.

## Туризм
Существует несколько стандартных маршрутов для восхождения на гору Альберта:
- Японская трасса (нормальный маршрут) V 5.6
- Северный склон VI 5.9 A3
- Северо-восточный гребень V 5.10

## Галерея

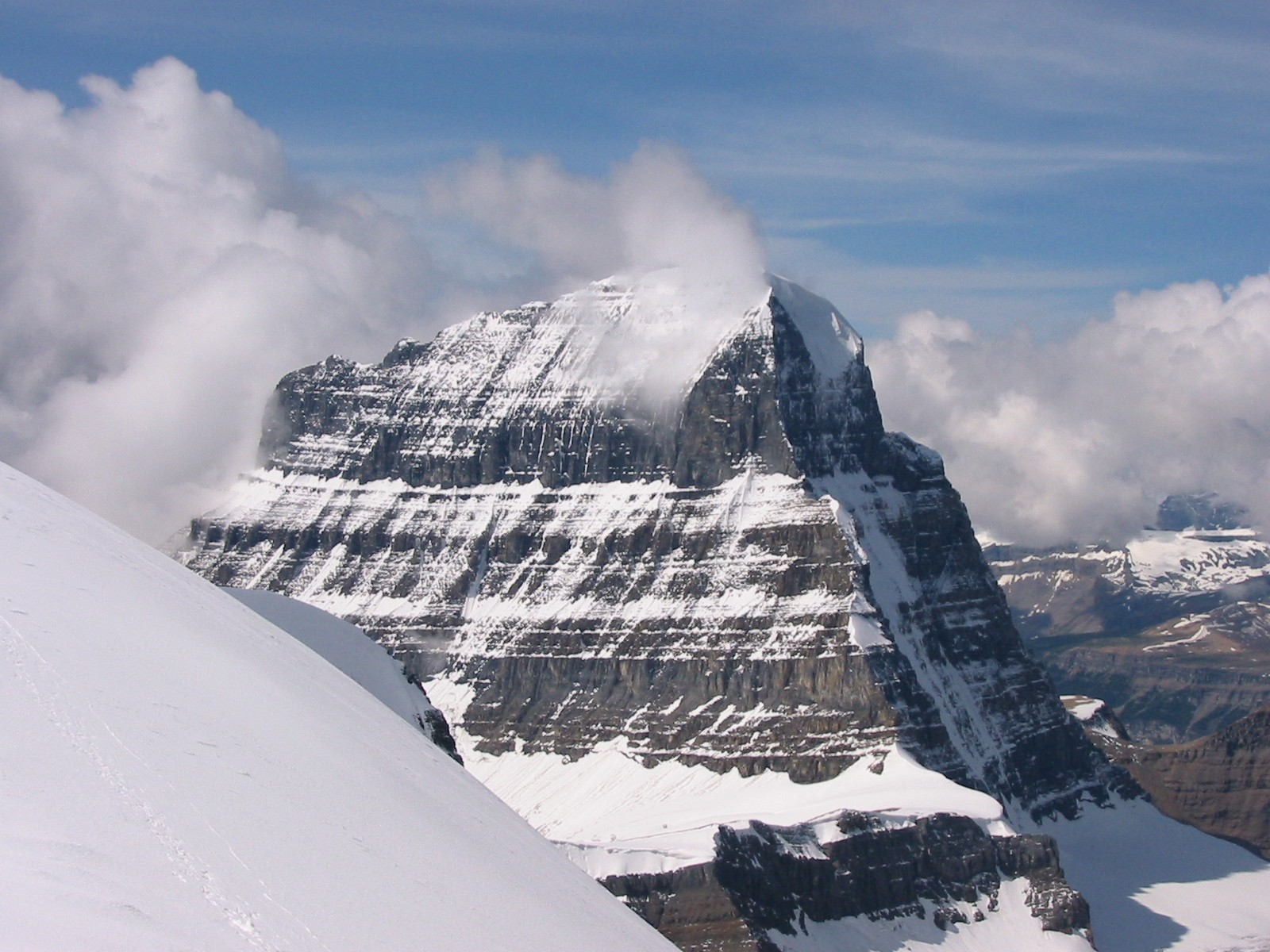
Вид на Альберту с соседнего пика Диадем
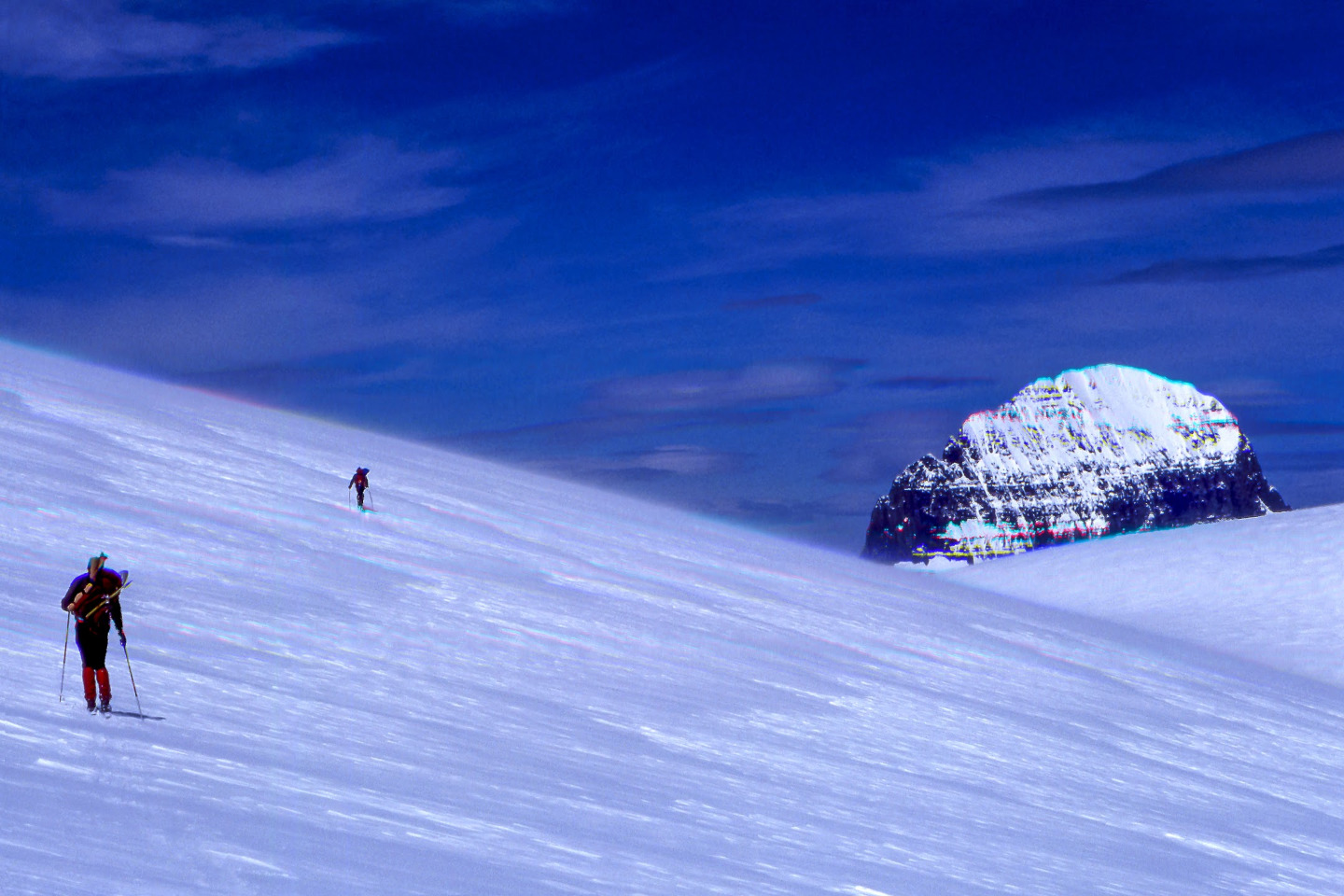
Альберта с Колумбийского ледникового поля
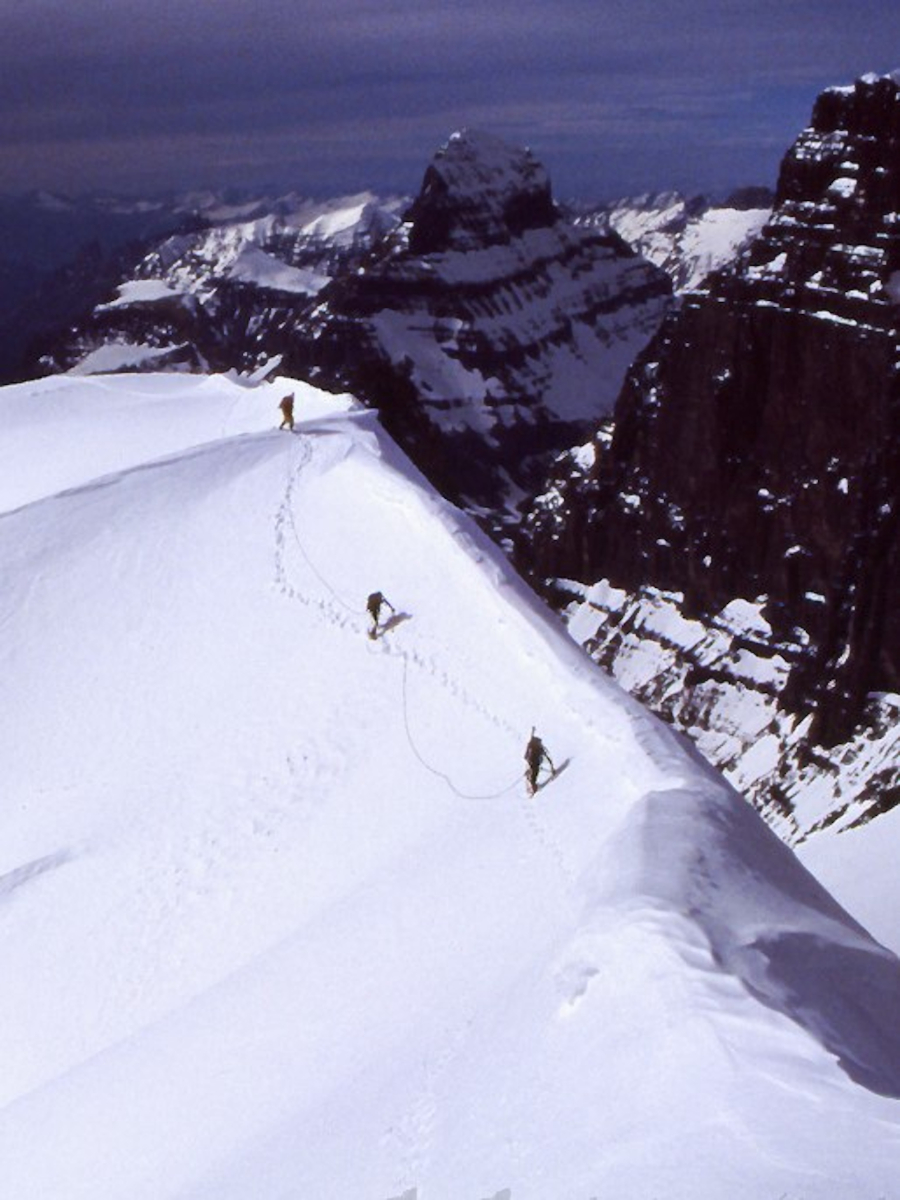
Альберта с вершины Саут-Туин-Пик